# Corona ossidionale

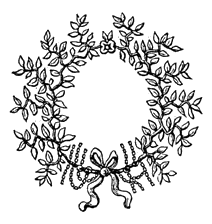
La corona obsidionalis in un'illustrazione del Meyers Konversations-Lexikon (1885)

La corona ossidionale (latino: corona obsidionalis), detta anche corona d'erba (latino: corona graminea), era una corona romana usata come onorificenza della Repubblica e dell'Impero. Era il massimo simbolo di valore militare e spettava al comandante che avesse salvato un esercito assediato o a colui che avesse, con il proprio intervento, salvato un esercito dalla sicura distruzione.

## Caratteristiche della corona ossidionale
La corona era realizzata da un serto d'erba o fiori selvatici intrecciati, colti nei pressi del campo di battaglia, riprendendo in questo la consuetudine arcaica di premiare il vincitore nelle gare atletiche con una manciata d'erba del terreno di gara.
Plinio il Vecchio ci fornisce una lista di persone cui venne tributata la corona d'erba:
- Lucio Siccio Dentato (Primipilo, 455 a.C., durante la guerra contro gli Equi)
- Publio Decio Mure (Tribuno militare, 343 a.C., durante la guerra contro i Sanniti, ricevette due corone: una per dal suo stesso esercito ed una dalle truppe che salvò quando circondate)
- Marco Calpurnio Flamma (Tribuno militare, durante la Prima guerra punica)
- Quinto Fabio Massimo Verrucoso il Temporeggiatore (Dittatore, 216 a.C., durante la Seconda guerra punica)
- Publio Cornelio Scipione Emiliano (Proconsole, 146 a.C., durante la Terza guerra punica)
- Gneo Petreio (Primipilo, durante la Guerra Cimbrica)[1]
- Lucio Cornelio Silla (Pretore, 89 a.C., battaglia di Nola, durante la Guerra Sociale)
- Quinto Sertorio (Tribuno militare, 97-93 a.C., durante la guerra contro i Celtiberi)

### Fonti primarie
- Aulo Gellio, Noctes Atticae
- Cicerone, Pro Plancio
- Plinio il Vecchio, Naturalis historia
- Polibio, Historiae
- Tacito, Annales
- Seneca, De clementia

### Fonti secondarie
- William Smith, "Corona", A Dictionary of Greek and Roman Antiquities, John Murray, 1875.